# Газопроводная улица (Киев)
Газопроводная улица - улица в Подольском и Святошинском районе Киева. Пролегает от проспекта Академика Палладина до проспекта Европейского Союза. 
Примыкают улицы Синеозёрная, Плодовая и Стеценко. Часть улицы проходит через садово-дачные участки «Берковец».

## История
Улица возникла в 1950-е годы под названием Новая. Современное название - с 1958, потому что улица расположена вдоль газопровода.

## Транспорт
- Автобусы: 103
- Маршрутное такси: 512
- Станция метро "Академгородок"